# Нуган
Нуган (рос. Нуган) — улус Тункинського району, Бурятії Росії. Входить до складу Сільського поселення Харбяти.
Населення — 244 особи (2015 рік).